# Konstantin Bernhard von Voigts-Rhetz
Konstantin Bernhard von Voigts-Rhetz (16 de julio de 1809 - 14 de abril de 1877) fue un general prusiano quien sirvió en la guerra austro-prusiana y en la guerra franco-prusiana.

## Biografía
Voigts-Rhetz entró en el 9.º Regimiento de Infantería en 1827 y fue hecho oficial en 1829. Entre 1833 y 1835 Voigts-Rhetz atendió a la Academia Militar Prusiana. En 1837 fue asignado a la división de topografía. Se unió al Estado Mayor en 1839 y fue promovido a capitán en 1841 y a mayor en 1847.
Voigts-Rhetz se unió al personal del V Cuerpo de Ejército en 1847. Cuando estallaron las revoluciones en 1848 ayudó a suprimir la insurrección en Posen. Después de que la insurrección fuera sofocada Voigts-Rhetz se enzarzó en una disputa con el comisario real para Posen, el General Karl Wilhelm von Willisen. Tanto Voigts-Rhetz como Willisen utilizaron la prensa para justificar sus acciones.
En 1852 Voigts-Rhetz se convirtió en jefe del estado mayor del V Cuerpo. Después de ser promovido a coronel en 1855 le fue dado el mando de la 9.ª Brigada de Infantería en 1858, con el rango de mayor-general. En 1859 se convirtió en un director del Ministerio Prusiano de Guerra. En 1860 se le dio el comandamiento de la Fortaleza de la Confederación Germánica en Luxemburgo. En 1863 fue ascendido a teniente-general y se le dio el comando de la 7.ª División de Infantería. En 1864 se convirtió en jefe de la guarnición en Fráncfort del Meno.
Durante la guerra austro-prusiana Voigts-Rhetz sirvió como jefe del estado mayor del 1.º Ejército, liderado por el Príncipe Federico Carlos de Prusia. En esta función contribuyó a las victorias prusianas en Münchengrätz, Gitschin y Sadowa. Después de la guerra fue hecho gobernador-general de la recién anexada Provincia de Hannover y comandante del recién establecido X Cuerpo.
Durante la guerra franco-prusiana el X Cuerpo de Voigts-Rhetz pasó a formar parte del 2.º Ejército, de nuevo liderado por el Príncipe Federico Carlos. Con estas tropas Voigts-Rhetz tomó parte en las batallas de Mars-la-Tour y Gravelotte. Después de Gravelotte, el X Cuerpo formó parte en el asedio de Metz. Tras la caída de Metz Voigts-Rhetz y el X Cuerpo fueron enviados al Loira, donde fue victorioso en Beaune-la-Rolande. Después del fin de la guerra permaneció al mando de este Cuerpo hasta su retirada en 1873 por razones de salud. Le fue dada una dotación de 150.000 táleros por sus servicios durante la guerra.

## Honores

### Estados alemanes
- Reino de Prusia:[1]
  - Caballero de la Orden del Águila Roja, 3.ª Clase con Lazo y Espadas, 1848; Gran Cruz con Hojas de Roble y Espadas en Anillo, 2 de septiembre de 1873[2]
  - Cruz al Servicio
  - Caballero de Honor de la Orden de San Juan, 1852; Caballero de Justicia, 1867[2]
  - Pour le Mérite (militar), 11 de septiembre de 1866;[2] con Hojas de Roble, 31 de diciembre de 1870[3]
  - Cruz de Hierro (1870), 1.ª Clase con 2.ª Clase en Banda Negra[4]
  - Cruz de Gran Comandante de la Real Orden de Hohenzollern, en Diamantes y con Espadas, 16 de junio de 1871[2]
  - Caballero de la Orden del Águila Negra, 11 de diciembre de 1873[2]
- Anhalt: Gran Cruz de la Orden de Alberto el Oso, 10 de octubre de 1864[1][5]
- Ducado de Brunswick: Gran Cruz de la Orden de Enrique el León, con Espadas[1]
- Ducados Ernestinos: Comandante de la Orden de la Casa Ernestina de Sajonia, 2.ª Clase, julio de 1858[1][6]
- Lippe: Cruz de Honor de la Orden de la Casa de Lippe, 2.ª Clase[1]
- Gran Ducado de Mecklemburgo-Schwerin: Cruz al Mérito Militar, 1.ª Clase[1]
- Gran Ducado de Oldemburgo: Gran Cruz de la Orden del Duque Pedro Federico Luis, con Espadas, 18 de junio de 1869[1][7]

### Órdenes extranjeras
- Imperio ruso:[1]
  - Caballero de la Orden de San Jorge, 4.ª Clase, diciembre de 1870[8]
  - Caballero de la Orden de Santa Ana, 1.ª Clase